# Nagó
Los nagó o fon son una etnia que vive en Benín (antiguo Dahomey), país que fue y sigue siendo cuna de vodún y de orisá de Nación, cuya cultura y tradición es distinta a la de los yoruba en sí; de ahí algunas diferencias notables entre los rituales nagó (batuque) y los yoruba (candomblé).
Sin embargo, se debe señalar que la nación nagó es considerada un subgrupo yoruba, clasificándolos lingüísticamente, es decir, por hablar un dialecto emparentado al yoruba. Pero es una etnia diferente de esta, se supone que el idioma de los nagó, el anagó, es el que da origen a infinidad de dialectos conocidos hoy como yorubas.
En Brasil, a los yoruba y a las demás naciones que hablaban estos dialectos se les denominó genéricamente como nagôs, pasando con el tiempo a confundirse la nación nagó con la yoruba.
Entonces, para referirse a los verdaderos nagós se les llama yeyé nagós (en portugués jeje-nagos) debido a la ubicación geográfica de estos (Benín) y a la influencia fon (yeyé) que tienen.
- Datos: Q3335105